# Hennes
Hennes har varit namnet på olika svenska damtidningar som periodvis utgivits av Hemmets Journals förlag, senare Egmont i Malmö.
Hennes startades ursprungligen 1961 under namnet Hennes: Journal för unga mammor. År 1963 slogs den samman med Fick, sedan 1961 namn på den 1945 grundade Fickjournalen och erhöll då namnet Hennes älsklingstidning Fick, men 1964 kortades namnet till Hennes. Denna tidning, som hade veckoutgivning, lades ned 1977, men återuppstod 1979 som den 14-dagarsutgivna Hennes: Din nya tidning, vilken dock lades ned redan 1980. År 1997 startades den 14-dagarsutgivna Hennes tecken, vilken 1998 fick namnet Hennes och 2001 blev månadstidning, men lades ned 2009.
Dessutom har förlaget under kortare perioder utgivit Hennes kalender (1974–1976), Hennes serier: tuff serietidning för tjejer (1990–1992) och Hennes hem (2000–2001).